# Namor
Namor, a Torpedó egy kitalált szereplő a Marvel Comics képregényeiben. A szereplőt Bill Everett író és rajzoló alkotta meg a Funnies Inc. számára. Első megjelenése a Timely Comics által kiadott Marvel Comics első számában volt, 1939 októberében. Az amerikai képregény aranykorában Namor egyike volt a Timely legsikeresebb karaktereinek. Eredeti angol nevét (Sub-Mariner) Samuel Coleridge Rege a vén tengerészről (The Rime of the Ancient Mariner) című verse ihlette.
Namor egy tengerész és egy atlantiszi hercegnő gyermeke. Az évek során néha szuperhősként, néha pedig antihősként szerepelt, aki bosszút esküdött a felszínlakók ellen, akik szennyezik és tönkreteszik vízalatti királyságát.